# María del Mar Ramírez
María del Mar López Ramirez (Madrid, 17 de abril de 1973) es una bailaora de flamenco española, conocida en el baile flamenco con el nombre de María del Mar Ramírez.

## Biografía
Madrileña de nacimiento, se formó en las disciplinas de danza española y flamenco. Por sus raíces jienenses, se afincó en la localidad de Guarromán, donde fundó su escuela de baile. Tiene su propia compañía con la que realiza varios espectáculos por diferentes escenarios españoles y extranjeros.

### Formación
Terminó la carrera de Danza Española a los dieciocho años en la Escuela Superior de Arte Dramático y Danza de Madrid, ha seguido su formación de ballet clásico con Juana Taft y completó sus estudios especializados de flamenco en Amor de Dios con los maestros: Paco Romero, María Magdalen, Pedro Azorín, Carmela Greco, Lola Greco y Elvira Andrés.

Continúa su formación estudiando en Córdoba, Sevilla y Jerez con Javier Latorre, Eva La Yerbabuena, Joaquín Grilo, Manolo Marín, Matilde Coral, Rafael Campallo.

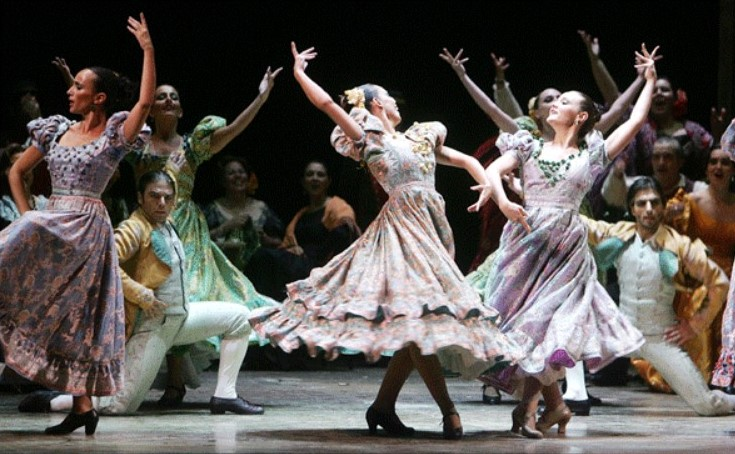
Doña Francisquita, 2006. Teatro Villamarta, Jerez

### Trayectoria profesional
Inició su carrera en 1996.
- Compañía de Javier Latorre con el espectáculo “Doña Francisquita”[1] que se estrena en Jerez (Teatro Villamarta), en septiembre de 2006, bailando junto a : Álvaro Paños, Valeriano Paños, Christian Lozano, Mariano Bernal, Gala Vivancos, Carmen Manzanera, Belen Baturone, Mercedes de Córdoba, Hugo López y Verónica López; Repitiéndose en marzo de 2007 en el Gran Teatro de Córdoba, en junio en el Teatro Arriaga de Bilbao y nuevamente en el Villamarta de Jerez en mayo de 2008.
- Su primer espectáculo en solitario fue “Jaén a Compás” con: David Palomar, Ricardo Rivera, Vicente Gelo y Javier Rivera.
- Ha compartido escenario con Carmen Linares, Chano Lobato, Paco Cortés, Manolo Franco, El Turronero, Rancapino, José Heredia “Joselete”, Miguel Ángel Soto “ Londro”, Sebastián Cruz, etc.Ojú...que arte de mercao!

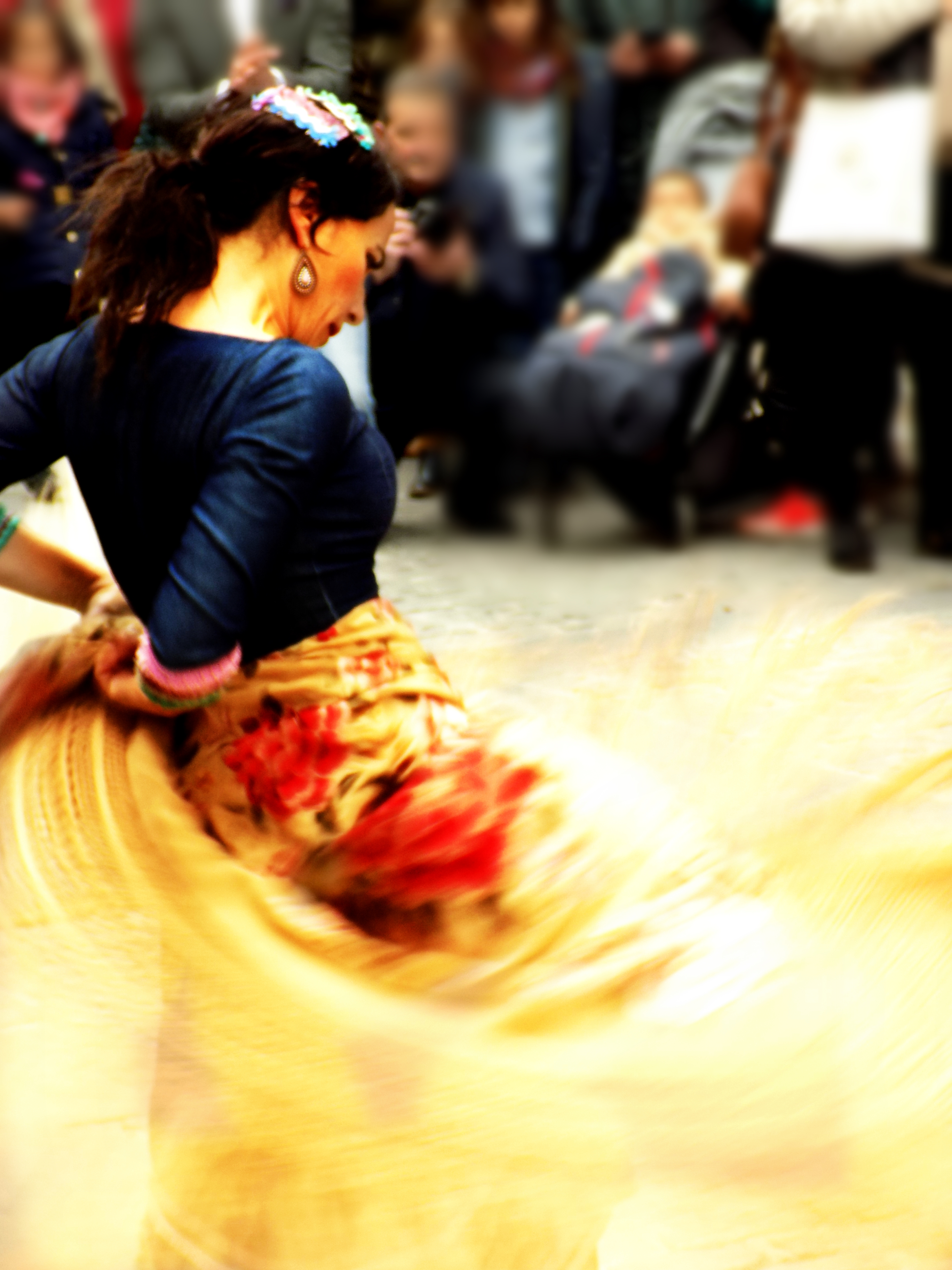
Ojú...que arte de mercao!

- Bailaora en el espectáculo “De Granada a Jérez” con la compañía de Vicente Fernández.
- Participa desde hace años en el ciclo “Ocho Provincias” y en otros circuitos organizados por la Federación de Peñas Flamencas de Andalucía y en los festivales más importantes de la provincia de Jaén como son: el Gazpacho de Ándujar, Festival Pepe Polluelas de Jaén, Besana Flamenca de Porcuna, etc.
- Bailaora solista en el espectáculo “Taconeando Poemas,[2] de la escritora Yolanda Sáenz de Tejada.[3]
- Bailaora en el espectáculo “Ojú….Qué arte de mercao” en el XX Festival de Jeréz,[4] compañía Anamarga, en las Fiestas de San Antón[5] de Jaén de 2019, en el Festival M.E.C.[6] en Lepe (Huelva) y en la Feria de La Carolina (Jaén).
- Ha realizado varios espectáculos en solitario como “Guadalquivir”,[7] “De los Mares, María”, “Bailaora” y "España". En España y en Europa, cómo en Luchon (Francia).[8]

Y también ha impartido formación en las disciplinas de Danza Española y Flamenco en varias localidades de la provincia de Jaén, ha impartido clase en  Guarromán, La Carolina y Baños de la Encina, a través de la Escuela de Flamenco de Andalucía, entidad oficial para la enseñanza de flamenco, reconocida a nivel internacional.
Ha impartido clases, cursos y bailado en Alemania, Francia e Italia.
Ha sido profesora ayudante de Javier Latorre en el XI, XII, XIII, XVI , XIX , XX, XXI, XXII y XXIII Festival de Jerez, bailando en La Sala Paul Espacio Joven y en La Sala Compañía.

## Distinciones
- Galardón del XVI Día de la Mujer en la Campiña Norte de Jaén, por su labor en la difusión del flamenco y la cultura.[11]